# Designa Køkken-Knudsgaard/2013
Deze pagina geeft een overzicht van de Designa Køkken-Knudsgaard-wielerploeg in 2013. 

## Algemene gegevens
Algemeen manager: Claus Mørk
Ploegleiders: Ricky Jørgensen, Peter Grimm
Fietsmerk: RTS
Budget: niet bekend

## Renners
| Naam                   | Geboortedatum | Nationaliteit | Ploeg 2012                           |
| ---------------------- | ------------- | ------------- | ------------------------------------ |
| Rolf Nyborg Broge      | 21-11-1988    | Denemarken    | Neo                                  |
| Joakim Bukdal          | 04-09-1994    | Denemarken    | Neo                                  |
| Mathis Johansson       | 20-04-1994    | Denemarken    | Neo                                  |
| Jacob Gye Madsen       | 23-11-1987    | Denemarken    |                                      |
| Mads Meyer             | 10-01-1990    | Denemarken    |                                      |
| Alexander Mork         | 15-01-1992    | Denemarken    |                                      |
| Philip Nielsen         | 31-08-1987    | Denemarken    | Team Concordia Forsikring-Himmerland |
| Jesper Odgaard Nielsen | 07-07-1984    | Denemarken    | Blue Water Cycling                   |
| Jonas Nordkroggaard    | 03-06-1994    | Denemarken    | Neo                                  |
| Soren Petersen         | 07-10-1967    | Denemarken    | Geen                                 |
| Nicki Rasmussen        | 31-01-1990    | Denemarken    | Team Trefor                          |
| Emil Warsoe            | 05-06-1989    | Denemarken    | Neo                                  |
| Mathias Westergaard    | 21-02-1994    | Denemarken    | Neo                                  |

## Overwinningen
2005 · 2006 · 2007 · 2008 · 2009 · 2010 · 2011 · 2012 · 2013